# البلياردو الديناميكي

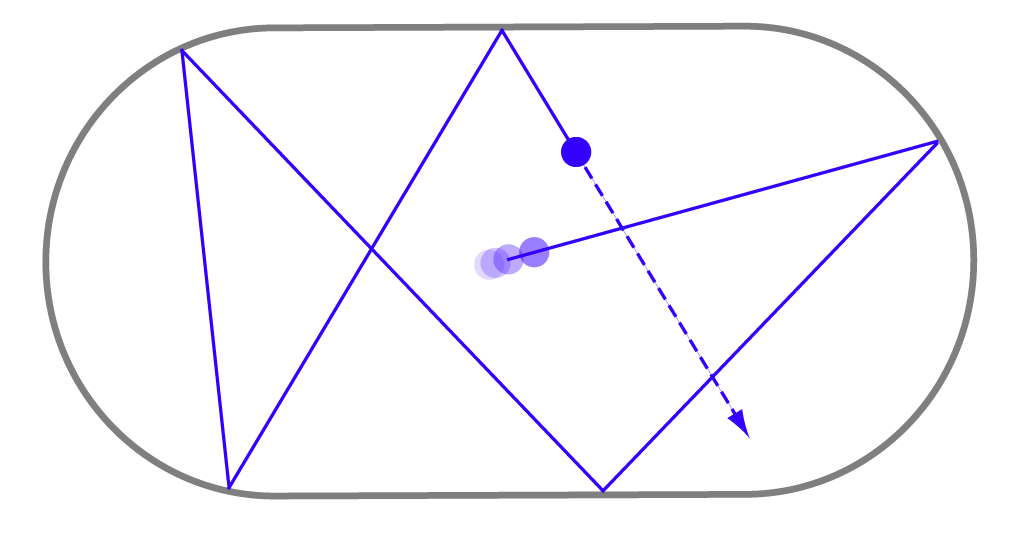

البلياردو الديناميكي نظام ديناميكي يتناوب فيه الجسيم بين الحركة الحرة والانعكاسات المنتظمة من إحدى الحدود. وعندما يصطدم الجسيم بالحد فإنه ينعكس منه بدون فقدان السرعة.